# Leif Tjerned

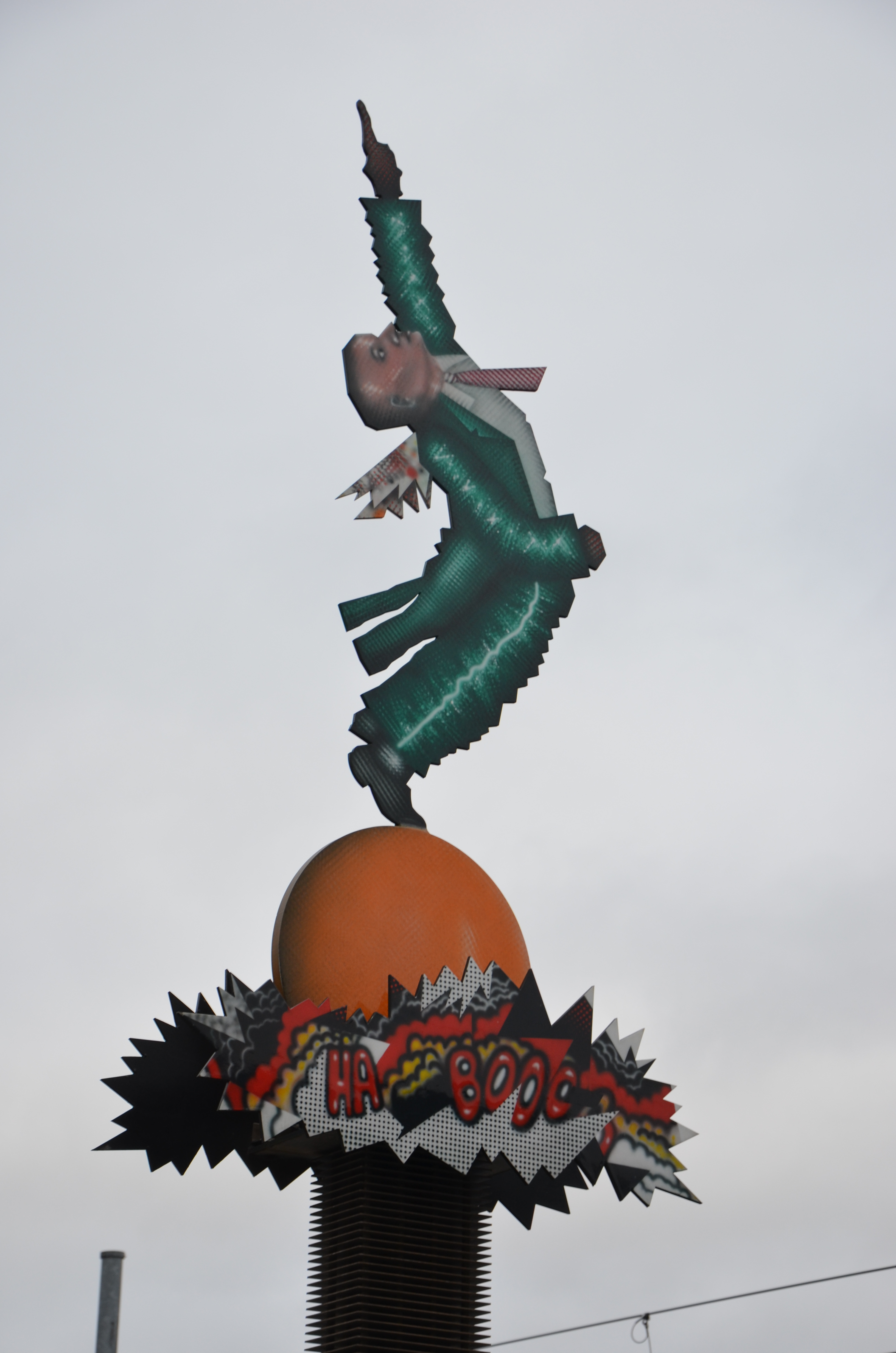
Haaaboooommm, eller Apelsinmannen, Gullmarsplan i Stockholm

Leif Ingvar Tjerned, född 21 november 1942 i Malmö, är en svensk målare, grafiker och skulptör.
Tjerned utbildade sig på Kungliga Konsthögskolan i Stockholm 1966–1971. Han hade sin första separatutställning på Galleri Observatorium i Stockholm 1968. Han har sedan 1960-talet arbetat med spraymåleri.

## Offentliga verk i urval
- Kryparna och Änglarna, målat aluminium, 1995–97, på plattformsväggarna kring trapphusen på Gullmarsplans tunnelbanestation
- Zenit, skulptur i målat stål, 1995–97,  plattformen för södergående trafik på Gullmarsplans tunnelbanestation
- Neonljus i plattformstak,  1995–97,  Gullmarsplans tunnelbanestation
- Haaaboooommm, eller Apelsinmannen, emaljerat stål, 2000, Tvärbanans plattform, Gullmarsplan i Stockholm
- Röd krossmosaik infälld i partier i klinkerväggen, 2000, vid gången till Gullmarsplans bussterminal

- Tjerned är representerad vid bland annat Göteborgs konstmuseum[1], Moderna museet[2] i Stockholm, Norrköpings konstmuseum och Kalmar konstmuseum[3].

## Foto

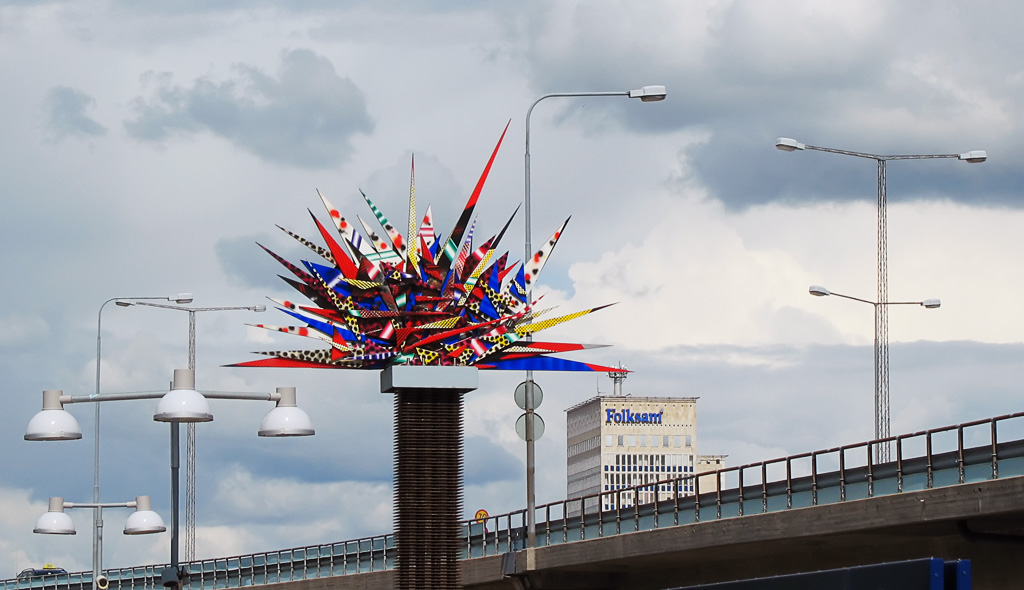
Zenit, på plattformen för södergående trafik på Gullmarsplans tunnelbanestation
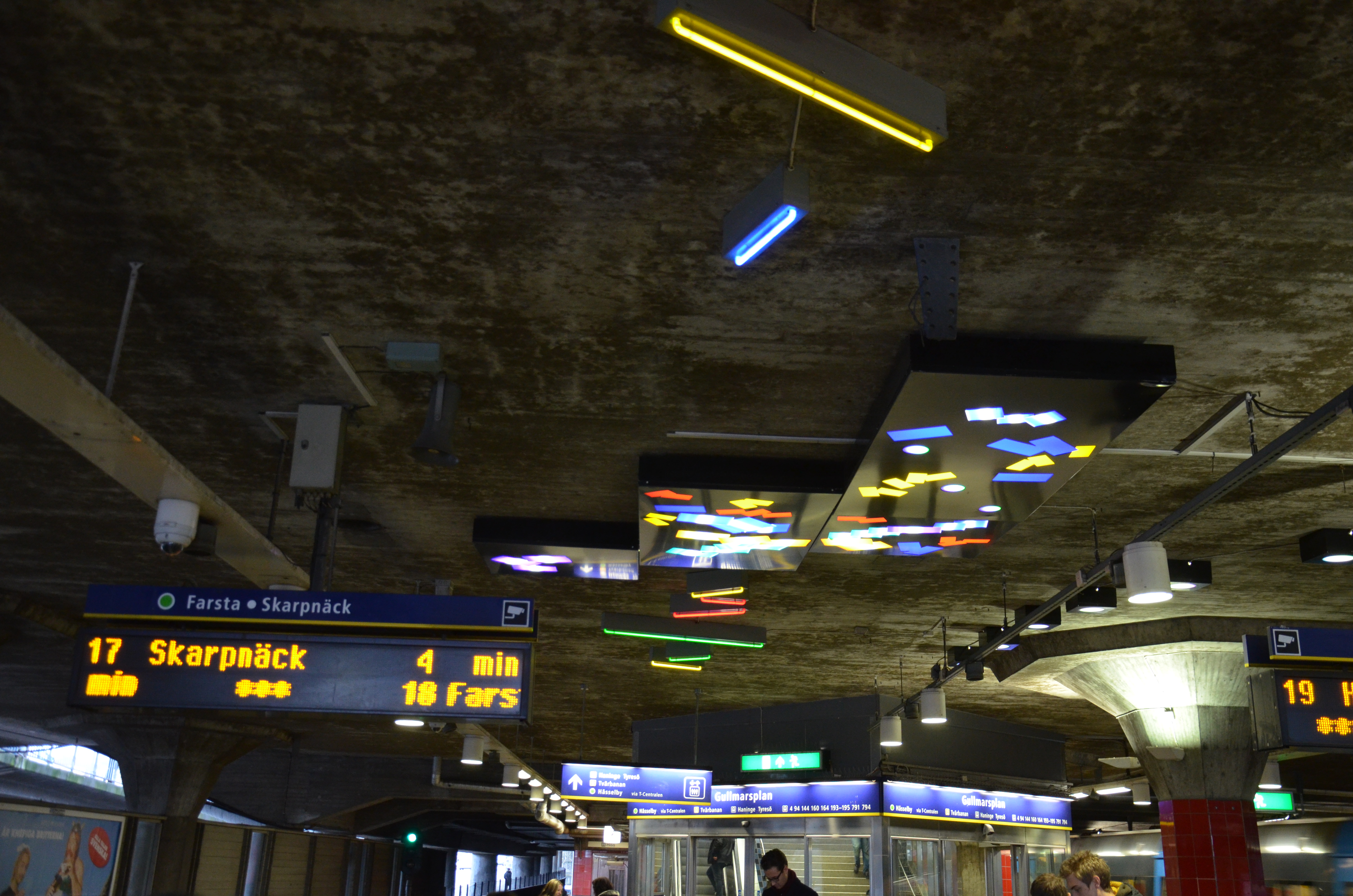
Neon i perrongtak, Gullmarsplans tunnelbanestation södergående plattform
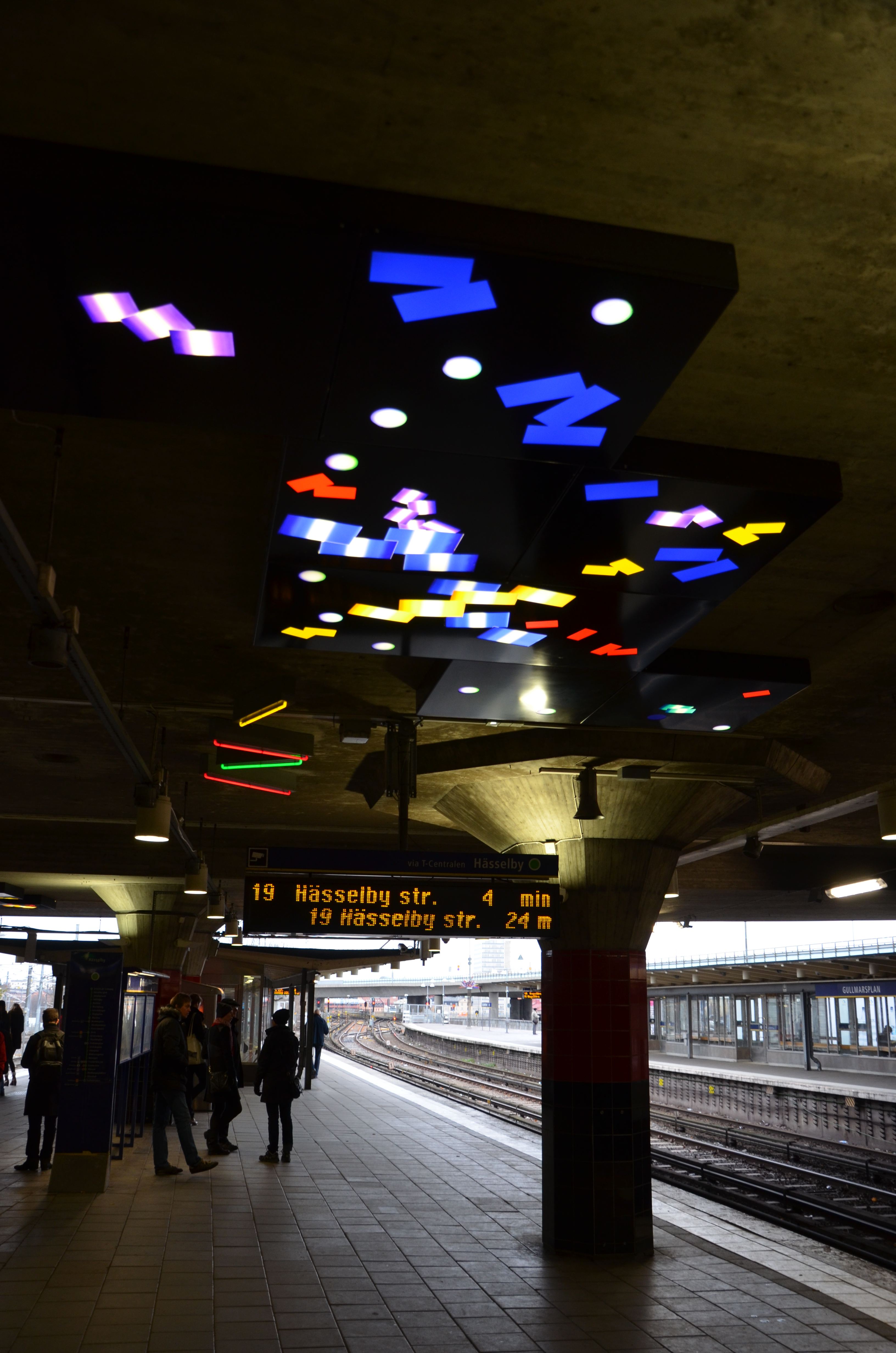
Neon i perrongtak, Gullmarsplans tunnelbanestation norrgående plattform
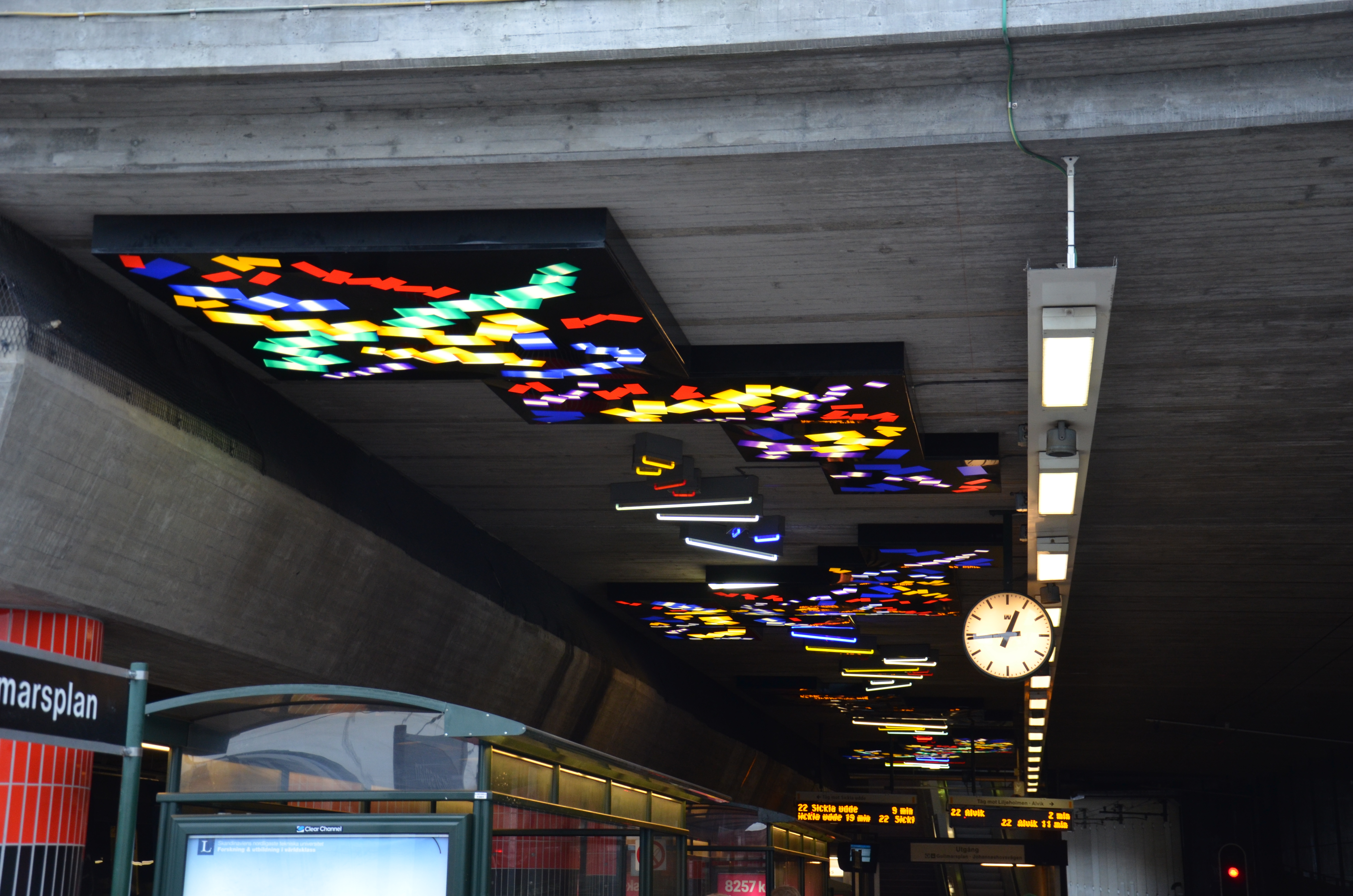
Neon i perrongtak, Gullmarsplans tvärbanestations plattform
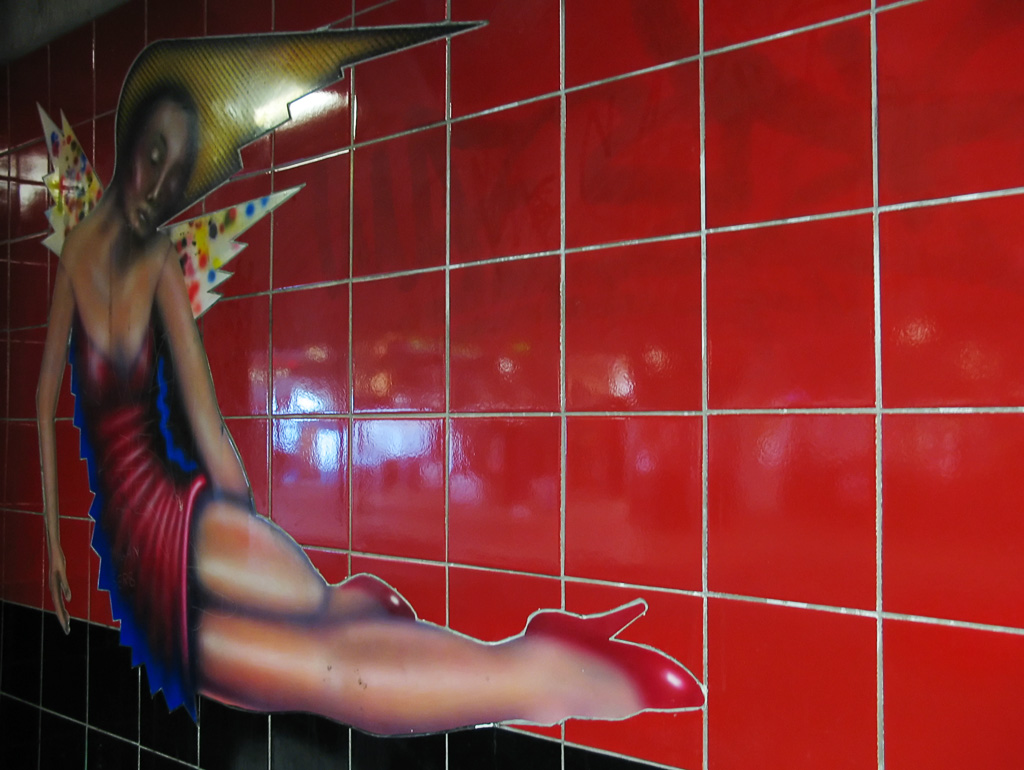
Änglarna på plattformsväggarna, Gullmarsplans tunnelbanestation